# Thomas Jentsch
Thomas J. Jentsch (* 24. April 1953 in Berlin) ist Professor am Leibniz-Forschungsinstitut für Molekulare Pharmakologie (FMP) und am Max-Delbrück-Centrum für Molekulare Medizin (MDC) in Berlin-Buch und dortiger Leiter der Abteilung Physiologie und Pathologie des Ionentransportes.
Seine Forschung an Ionenkanälen hat dazu beigetragen, die Ursachen vieler genetisch bedingter Krankheiten aufzuklären.

## Leben
Thomas Jentsch studierte von 1972 bis 1978 Humanmedizin an der Freien Universität Berlin (FU Berlin) und von 1974 bis 1980 Physik an der FU Berlin. Im Jahr 1979 erhielt er die Approbation als Arzt und machte sein Diplom in Physik.
Thomas Jentsch promovierte im Jahr 1982 zum Dr. rer. nat. in Physik am Fritz-Haber-Institut der Max-Planck-Gesellschaft und der FU Berlin und 1984 zum Dr. med. an der FU Berlin. Danach war er wissenschaftlicher Mitarbeiter am Institut für Klinische Physiologie an der Charité Berlin auf dem Campus Benjamin Franklin. Zwischen 1986 und 1988 war er wissenschaftlicher Mitarbeiter in der Abteilung von Harvey F. Lodish am Whitehead-Institut für biomedizinische Forschung des Massachusetts Institute of Technology. Von 1988 bis 1993 war Jentsch Forschergruppenleiter am Zentrum für Molekulare Neurobiologie Hamburg (ZMNH), Universitätsklinikum Hamburg-Eppendorf. Von 1993 bis 2006 war er Professor und Direktor des Instituts für Molekulare Neuropathobiologie am ZMNH, von 1995 bis 1998 und erneut zwischen 2001 und 2003 auch Direktor des ZMNH.
Seit 2006 ist Jentsch Ordinarius an der Charité Berlin. Er ist Leiter der Forschungsgruppe Physiologie und Pathologie des Ionentransportes am Leibniz-Institut für Molekulare Pharmakologie und am Max-Delbrück-Centrum für Molekulare Medizin. Seit 2008 ist Jentsch erster Forscher der NeuroCure. 2015 ehrte die wissenschaftliche Zeitschrift The Journal of Physiology ihn und seine Mitarbeiter  mit einer Spezialausgabe für die Entdeckung der Chloridkanäle und Chloridtransporter vor 25 Jahren. Am 2. Mai 2017 verlieh ihm die medizinische Fakultät der Universität Hamburg die Ehrendoktorwürde. Jentsch ist Bruder des Zellbiologen Stefan Jentsch.

## Wissenschaftliche Auszeichnungen
- 1992: Wilhelm-Vaillant-Preis für Biomedizinische Forschung
- 1995: Gottfried-Wilhelm-Leibniz-Preis der Deutschen Forschungsgemeinschaft (DFG)
- 1998: Alfred Hauptmann Preis für Epilepsieforschung
- 1998: Franz-Volhard-Preis für Forschungsleistungen in der Nephrologie
- 1999: Zülch-Preis der Gertrud-Reemtsma-Stiftung für Forschung in Neurologie
- 2000: Feldberg Prize der Feldberg Foundation für Anglo-German Scientific Exchange
- 2000: Familie Hansen-Preis
- 2000: Prix Louis-Jeantet de médecine
- 2000: Gewähltes Mitglied der Academia Europaea
- 2000: Gewähltes Mitglied der European Molecular Biology Organization (EMBO)
- 2001: Ernst Jung-Preis für Medizin
- 2001: Gewähltes Mitglied der Berlin-Brandenburgischen Akademie der Wissenschaften[4]
- 2004: Adolf-Fick-Preis für Physiologie
- 2004: Gewähltes Mitglied der Deutschen Akademie der Naturforscher Leopoldina[5]
- 2004: Homer W. Smith Award for Nephrology[6]
- 2005: Mitglied der Akademie der Wissenschaften in Hamburg
- 2006: Hodgkin-Huxley-Katz Prize Lecture (Physiological Society, UK)[7]
- 2011: European Research Council (ERC) Advanced Investigator Grant
- 2012: Hans Ussing Award Lecture (American Physiological Society)
- 2017: European Research Council (ERC) Second Advanced  Investigator Grant
- 2018: Wissenschaftspreis: Gesellschaft braucht Wissenschaft
- 2024: Ehrenmitglied: Deutsche Physiologische Gesellschaft[8]

## Publikationen (Auswahl)
- T. J. Jentsch: Discovery of CLC transport proteins: cloning, structure, function and pathophysiology. In: The Journal of Physiology. Band 593, Nr. 18, 2015, S. 4091–4109. doi:10.1113/JP270043
- F. K. Voss, F. Ullrich, J. Münch, K. Lazarow, D. Lutter, N. Mah, M. A. Andrade-Navarro, J. P. von Kries, T. Stauber, and T. J. Jentsch: Identification of LRRC8 heteromers as an essential component of the volume-regulated anion channel VRAC. In: Science, 2014, S. 634–638. doi:10.1126/science.1252826
- G. Rickheit, M. Maier, N. Strenzke, C.E. Andreescu, C.I. De Zeeuw, A. Muenscher, A.A. Zdebik, T.J. Jentsch: Endocochlear potential depends on Cl- channels: mechanism underlying deafness in Bartter syndrome IV. In: The EMBO Journal. 2, 2008, S. 2907–2917. doi:10.1038/emboj.2008.203
- T. Kharkovets, K. Dedek, H. Maier, M. Schweizer, D. Khimich, R. Nouvian, V. Vardanyan, R. Leuwer, T. Moser, T.J. Jentsch: Mice with altered KCNQ4 K+ channels implicate sensory outer hair cells in human progressive deafness. In: The EMBO Journal. 25, 2006. S. 642–652. doi:10.1038/sj.emboj.7600951
- P.F. Lange, L. Wartosch, T.J. Jentsch, J.C. Fuhrmann: ClC-7 requires Ostm1 as a β-subunit to support bone resorption and lysosomal function. In: Nature. 440, 2006. S. 220–223. doi:10.1038/nature04535
- M. Poët, U. Kornak, M. Schweizer, A.A. Zdebik, O. Scheel, S. Hoelter, W. Wurst, A. Schmitt, J.C. Fuhrmann, R. Planells-Cases, S.E. Mole, C.A. Hübner, T.J. Jentsch: Lysosomal storage disease upon disruption of the neuronal chloride transport protein ClC-6. In: PNAS. Band 103, 2006. 13854–13859. doi:10.1073/pnas.0606137103
- O. Scheel, A.A. Zdebik, S. Lourdel, T.J. Jentsch: Voltage-dependent electrogenic chloride/proton exchange by endosomal CLC proteins. In: Nature 436, 2005. S. 424–427. doi:10.1038/nature03860